# Малыхин, Пётр Васильевич
Пётр Васильевич Малыхин (1818, Воронежская губерния — 1867, Воронеж) — российский журналист и краевед. Входил в историко-этнографический кружок Н. И. Второва.

## Биография
Дворянин. Родился 20 января 1818 года[по какому календарю?] в Чужиково Нижнедевицкого уезда Воронежской губернии (ныне в составе Старооскольского городского округа).
Образование получил в Харьковской губернской гимназии, курс в которой он окончил в 1838 году с золотой медалью. В 1842 году окончил философский факультет Харьковского университета (историко-филологическое отделение). Преподавал в Воронеже: сначала латинский язык и русскую литературу— в гимназии, а с января 1852 по март 1866 года русский язык и словесность — в Михайловском кадетском корпусе; был произведён в статские советники. В 1866 году был переведён в Тульскую военную гимназию и вскоре вышел в отставку.
Напечатал отдельно «Курс словесности для преподавания в женских учебных заведениях» (Отд. I. Стихи). С 1845 года сотрудничал с газетой «Воронежские губернские ведомости», помещая много статей по этнографии, археологии и истории края; в январе—июле 1847 года заведовал неофициальной частью газеты. В 1861 году издал, вместе с Никанором Гардениным, первый выпуск «Воронежского литературного сборника». В том же году основал первую в Воронеже частную газету «Воронежский листок». Использовал псевдоним П. М..
Умер в Воронеже 2 июля 1867 года[по какому календарю?].